# Gregorius (exarch van Ravenna)
Gregorius was exarch van Ravenna van ca.666 tot 677.

## Context
Onzeker voor zijn leven vertrok de Byzantijnse keizer Constans II Pogonatos met een leger in 661 van Constantinopel om uiteindelijk in Syracuse op Sicilië te arriveren. Hij dacht ook, dat hij de Longobarden, die een groot deel van Italië in handen hadden, een lesje te leren. In 663 bezocht hij paus Vitalianus te Rome en vergat niet bruikbaar materiaal (brons) mee te nemen.
Toen de aartsbisschop van Ravenna Mauro in conflict kwam (ca.666) met de paus, stelde Constans II, Gregorius aan als exarch om hem te ondersteunen. Tussen 666 en 681 ontstond er een schisma tussen Ravenna en Rome, dat zal bijgelegd worden in het Concilie van Constantinopel III. 
In 668 werd keizer Constans II vermoord op Sicilië, een zekere Mizizios werd uitgeroepen tot nieuwe keizer. Samen met zijn collega, de Exarch van Carthago, stootten ze de usurpator van de troon.